# Jacques Villeneuve
Bản mẫu:Infobox Le Mans driver
Jacques Joseph Charles Villeneuve, OQ (sinh ngày 9 tháng 4 năm 1971 tại Saint-Jean-sur-Richelieu) là một tay đua người Canada. Năm 1995, anh đã giành được danh hiệu IndyCar trước khi bắt đầu tham gia công thức 1 từ năm 1996 đến 2006, nơi anh trở thành nhà vô địch thế giới vào năm 1997. Villeneuve là một trong số ít tay đua đã giành được cả hai danh hiệu tại giải IndyCar Series và công thức 1 trong sự nghiệp. Anh cũng là con trai của cựu tay đua Ferrari, Gilles Villeneuve, người đã chết trong một vụ tai nạn vào năm 1982 và ngày nay vẫn được các fan hâm mộ Ferrari (Tifosi) tôn sùng như một huyền thoại.
Villeneuve bắt đầu đua xe kart ở tuổi 14 trước khi chuyển sang đua ô tô bánh hở trong giải vô địch 3 công thức Ý, giải đấu mà anh đã đua từ năm 1989 đến 1991. Anh chuyển đến giải đua Toyota Atlantic cấp cao hơn, tham gia một cuộc đua trong mùa giải 1992 và về thứ ba chung cuộc trong giải vô địch năm 1993. 
Villeneuve chuyển đến Williams ở F1 trong mùa giải 1996, giành được bốn chiến thắng và trở thành tân binh đầu tiên về nhì trong giải vô địch các tay đua thế giới (WDC) sau một cuộc đọ sức kéo dài cả mùa giải với đồng đội Damon Hill. Thách thức danh hiệu chính của anh cho mùa giải tiếp theo đến từ Michael Schumacher của Ferrari, và Villeneuve đã đánh bại Schumacher sau sau một vụ va chạm gây tranh cãi tại Grand Prix Châu Âu cuối mùa giải, trở thành nhà vô địch công thức 1 người Canada đầu tiên, đạt được bảy chiến thắng. Anh về thứ 5 trong mùa giải 1998 với hai lần lên bục và giúp Williams về thứ 3 trong giải vô địch các đội đua sau Ferrari và McLaren. Sau năm 1999 không thành công với Đội đua British American Racing (BAR), Villeneuve đứng thứ 7 tại giải vô địch công thức 1 trong cả năm 2000 và 2001 với BAR, giành được hai bục podium vào năm 2001, vượt qua các đồng đội của ông là Ricardo Zonta và Olivier Panis. Sau đó, Villeneuve tiếp tục từ 2002 đến 2006 cho các đội đua BAR, Renault, Sauber và BMW Sauber, nhưng anh không đạt được thành công nào nữa. 
Villeneuve rời công thức 1 giữa mùa giải 2006 và bắt đầu thi đấu ở nhiều hình thức đua mô tô khác nhau như đua ô tô thể thao, NASCAR và đua ô tô du lịch. Mặc dù không thành công trong các hình thức đua này, nhưng anh đã giành được giải lái xe 1000 km Spa năm 2008 cho Peugeot. Villeneuve được bổ nhiệm làm sĩ quan của Huân chương Quốc gia Quebec vào năm 1998. Anh được bầu chọn là người chiến thắng cả Cúp Lou Marsh và Giải thưởng Lionel Conacher vào mỗi năm 1995 và 1997. Villeneuve là người được giới thiệu của Đại sảnh Danh vọng Thể thao Mô tô Canada, Đại sảnh Danh vọng Thể thao và Đại sảnh Danh vọng FIA.

## Đầu đời
Villeneuve sinh ra ở Saint-Jean-sur-Richelieu vào ngày 9 tháng 4 năm 1971 tại một thị trấn nhỏ bên ngoài Montréal thuộc tỉnh Québec nói tiếng Pháp của Canada. Anh là con trai của tay đua công thức 1 tương lai của đội Ferrari, Gilles Villeneuve và vợ là Joann Barthe. Villeneuve có một chị gái là Melanie và một chị gái cùng cha khác mẹ là Jessica. Chú của anh, Jacques Villeneuve Sr., cựu tay đua công thức 1. Lên 7 tuổi vào năm 1978, anh và gia đình chuyển từ Berthierville, Québec, đến công quốc Monaco ở bờ biển phía đông nam nước Pháp, gần biên giới với Ý để gần trụ sở chính của Ferrari hơn. Theo lời khuyên của tay đua Patrick Tambay, Villeneuve đã được mẹ gửi đến trường nội trú tư nhân Collège Alpin International Beau Soleil ở Thụy Sĩ tại vùng nói tiếng Pháp nơi anh theo học từ năm 12 tuổi (1983) đến 17 tuổi (1988). Anh xuất sắc trong các môn nhảy BASE, khúc côn cầu trên băng, đua mô tô và trượt nước. Thế nhưng, Villeneuve rời trường theo sự đồng ý của mẹ anh và chủ sở hữu trường học.

## Sự nghiệp

### Công thức 1 (1996-2006)

#### Williams (1996-1998)

##### 1996: Mùa giải ấn tượng đầu tiên cho Williams

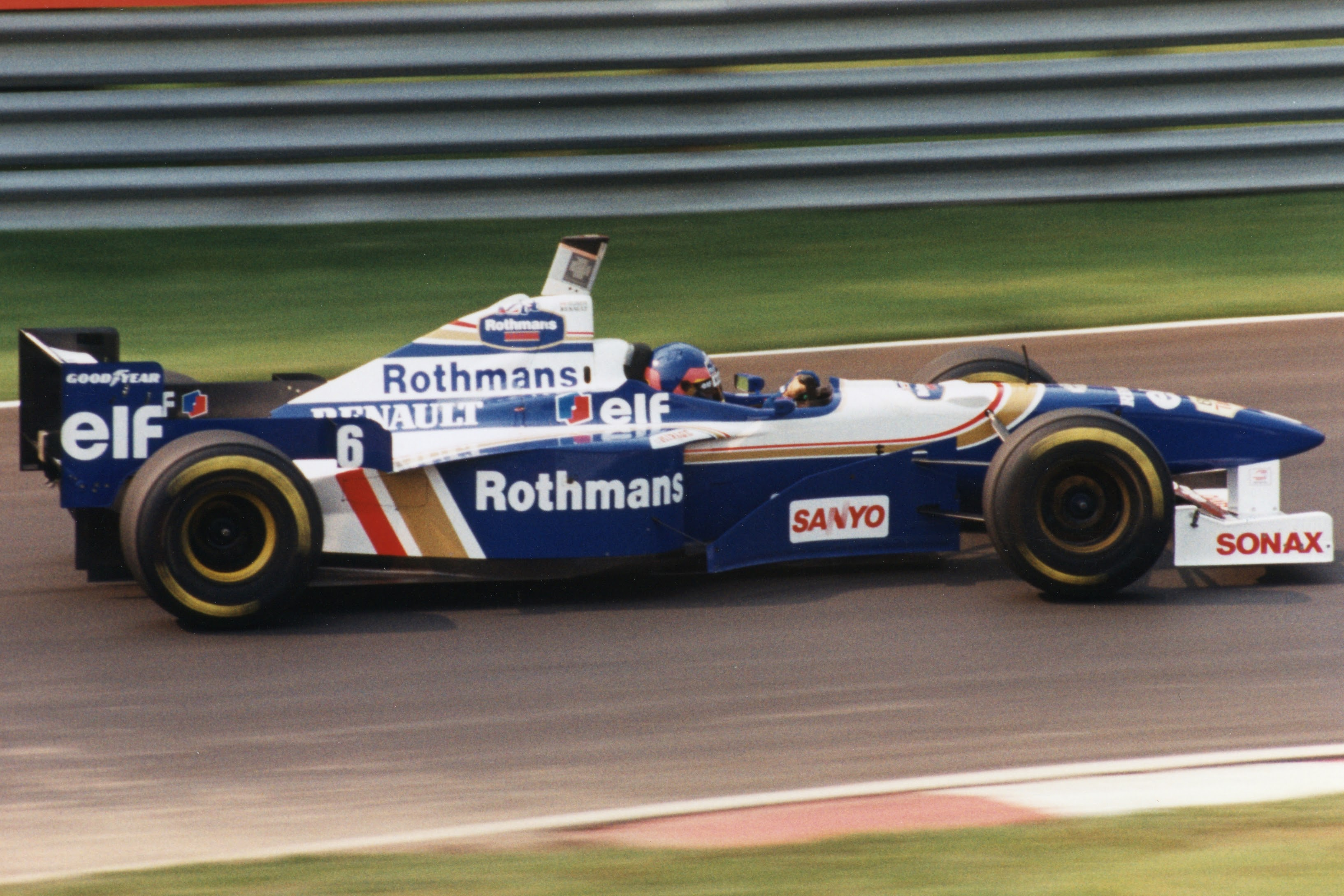
Jacques Villeneuve tại chặng đua quê hương Canada vào năm 1996

Anh lái chiếc xe FW18 được trang bị động cơ Renault mạnh mẽ, đáng tin cậy và hộp số tốt hơn. Villeneuve xây dựng mối quan hệ với kỹ sư đường đua Jock Clear và đồng thời học hỏi từ đồng đội Hill. Mặc dù không được giới truyền thông coi là danh hiệu yêu thích, anh đã tranh chức vô địch các tay đua thế giới với Hill nhưng chưa bao giờ dẫn đầu bảng xếp hạng. Màn ra mắt của Villeneuve tại chặng đua GP Úc khai mạc mùa giải đã chứng kiến anh trở thành tay đua thứ ba giành được vị trí pole trong lần xuất phát đầu tiên. Mặc dù bị rò rỉ dầu trong cuộc đua, anh vẫn về nhì. Anh ấy đã đánh bại Michael Schumacher của Ferrari tại chặng đua GP Châu Âu để giành chiến thắng đầu tiên tại công thức 1. Villeneuve đã ghi điểm ở tám trong số 11 chặng đua tiếp theo. Bước vào chặng đua GP Nhật Bản kết thúc mùa giải, anh ấy có ít hơn Hill 9 điểm, điều này đòi hỏi anh ấy phải giành chiến thắng trong sự kiện này và Hill không ghi được điểm nào để giành lấy danh hiệu. Tuy nhiên, lốp sau bên phải của Villeneuve đã bung ra khỏi xe của anh, buộc anh phải rút lui khỏi cuộc đua.
Anh về nhì trước Hill trong bảng xếp hạng các tay đua với 78 điểm trong mùa giải đầu tiên của mình. Villeneuve là tân binh đầu tiên giành được bốn chiến thắng trong năm đầu tiên ra mắt và là người đầu tiên về nhì chung cuộc.